# Aggelma
Aggelma is een geslacht van vliesvleugeligen uit de familie Pteromalidae. De wetenschappelijke naam van dit geslacht is voor het eerst geldig gepubliceerd in 1956 door Delucchi.

## Soorten
Het geslacht Aggelma omvat de volgende soorten:
- Aggelma abdominalis Delucchi, 1956
- Aggelma agrili Boucek, 1965
- Aggelma spiracularis (Thomson, 1878)
- Aggelma violacea (Zetterstedt, 1838)